# Яльчикская волость
Яльчикская волость — административная единица в составе Свияжского уезда Казанской губернии. Волость существовала до 1781 года. Волость именовалась по старинному названию селения Карамышево - Яльчики (чув. Елчек).

## История
По сведениям 1638 года в волость входили селения Инелево, Карамышево, Шеменеево, Байгулово, Бишево, Тансырыево, Мокшино, Деушево, Тансырыево .
По данным II ревизии 1747 г., в волости числились населённые пункты:
| Название           | Совр. название     | Совр. расположение |
| ------------------ | ------------------ | ------------------ |
| Карамышева         | Карамышево         | Козлвский          |
| Большие Яльчики    | Большие Яльчики    | Яльчикский         |
| Малые Яльчики      | Яльчики            | Яльчикский         |
| Тоскаева           | Тоскаево           | Яльчикский         |
| Новоя Подерякова   | Байдеряково        | Яльчикский         |
| Байгулово          | Байгулово          | Козлвский          |
| Багильдина Инелева | Бигильдино         | Козлвский          |
| Карачева           | Карачево           | Козлвский          |
| Шеменеева          | Шименеево          | Козлвский          |
| Бишева             | Бишево             | Козлвский          |
| Тинсарина          | Тансарино          | Урмарский          |
| Новоя Тевеняшева   | Тевеняшево         | Комсомольский      |
| Иштерякова         | Ищеряково          | Яльчиский          |
| Полевая Тегешева   |                    |                    |
| Новоя Тинбаева     | Кошки-Новотимбаево | Тетюшский          |

По данным III ревизии 1762 г., в волости числились населённые пункты:
| Название                   | Совр. название     | Совр. расположение |
| -------------------------- | ------------------ | ------------------ |
| Карамышева                 | Карамышево         | Козлвский          |
| Большие Полевые Яльчики    | Большие Яльчики    | Яльчикский         |
| Новые Яльчики              | Яльчики            | Яльчикский         |
| Тоскаева                   | Тоскаево           | Яльчикский         |
| Новая Булаева              | Новое Булаево      | Яльчикский         |
| Новая Байдерякова          | Байдеряково        | Яльчикский         |
| Новая Тойдерякова          | Новое Тойдеряково  | Яльчикский         |
| с. Байгулово Богоявленское | Байгулово          | Козлвский          |
| Багильдина Инелева         | Бигильдино         | Козлвский          |
| Карачева (с. Никольское)   | Карачево           | Козлвский          |
| Мокшина                    | Липово             | Козлвский          |
| Шеменеева                  | Шименеево          | Козлвский          |
| Бишева                     | Бишево             | Козлвский          |
| Тинсарина                  | Тансарино          | Урмарский          |
| Починок Инелев на Ерыкле   | Почино-Инели       | Комсомольский      |
| Новоя Тевеняшева           | Тевеняшево         | Комсомольский      |
| Починок Инелев             | Полевые Инели      | Комсомольский      |
| Новая Тимбаева Кошка       | Кошки-Новотимбаево | Тетюшский          |
| Кечушева (черемиса)        |                    |                    |